# Sortiranje "par-nepar"
U informatici, par-nepar sortiranje (engl. Odd–even sort) predstavlja relativno jednostavan algoritam za sortiranje, koji je prvenstveno razvijen za upotrebu na paralelnim procesorima sa lokalnom povezanošću. On spada u grupu algoritama koji sortiraju poređenjem i sličan je sortiranju mehurom, sa kojim deli mnoge karakteristike. Ideja je da se porede svi parovi indeksa (nepar, par) susednih elemenata niza i, ako je taj par u pogrešnom poretku (prvi veći od drugog), elementi menjaju mesta. U sledećem koraku se postupak ponavlja za parove indeksa (par, nepar). Koraci se smenjuju između te dve vrste parova dok se niz ne sortira.

## Sortiranje na paralelnim procesorima
Kod paralelnih procesora, koji imaju jednu vrednost po procesoru i lokalnu povezanost s leva u desno, procesori istovremeno izvršavaju upoređivanje i razmenu sa svojim susedima, naizmenično sa parovima nepar-par i par-nepar. Ovaj algoritam je predstavio N. Haberman 1972. godine. i pokazalo se da je efikasan na ovakvim procesorima.
Algoritam poboljšava efikasnost u slučaju rada na mašinama koje podržavaju više vrednosti po procesoru. U tzv. algoritmu Bodet-Stevensonovog par-nepar spajanja-razdvajanja (engl. Baudet–Stevenson odd–even merge-splitting) svaki procesor sortira svoj podniz, koristeći bilo koji efikasan algoritam za sortiranje, a zatim vrši spajanje sortiranog podniza sa svojim susedom, koji vrši uparivanje (naizmenično uzimajući jednu, pa drugu vrstu parova u svakom koraku).

## Bačerovo par-nepar sortiranje spajanjem
Sličan, ali efikasniji algoritam za sortiranje je tzv. Bačerovo par-nepar sortiranje spajanjem, koji koristi operacije uporedi–razmeni i perfektno mešanje.
Ovaj metod pokazao se efikasnim na paralelnim procesorima dalekog dometa konekcije.

## Sortiranje procesorskih lista
Na paralelnim procesorima, sa jednim elementom po procesoru i samo levom-desnom lokalnom komšiskom vezom, procesori istovremeno rade operacije upoređivanja i zamene, alternirajući između neparno/parne i parne/neparne parove. Ovaj algoritam je originalno predstavljen, i pokazano je da efikasno radi na ovakvim procesorima od starane Habermana 1972. godine.

## Algoritam
Ispod je predstavljen algoritam za jednoprocesorske mašine. Poput sortiranja mehurom on je jednostavan ali nedovoljno efikasan. Podrazumevamo da indeksiranje počinje od nule.
```
/* Assumes a is an array of values to be sorted. */

var
 
sorted
 
=
 
false
;

while
(
!
sorted
)

{

    
sorted
=
true
;

    
for
(
var
 
i
 
=
 
1
;
 
i
 
<
 
list
.
length
-
1
;
 
i
 
+=
 
2
)

    
{

        
if
(
a
[
i
]
 
>
 
a
[
i
+
1
])

        
{

            
swap
(
a
,
 
i
,
 
i
+
1
);

            
sorted
 
=
 
false
;

        
}

    
}

    
for
(
var
 
i
 
=
 
0
;
 
i
 
<
 
list
.
length
-
1
;
 
i
 
+=
 
2
)

    
{

        
if
(
a
[
i
]
 
>
 
a
[
i
+
1
])

        
{

            
swap
(
a
,
 
i
,
 
i
+
1
);

            
sorted
 
=
 
false
;

        
}

    
}

}

```

## Implementacija
Pseudo kod
```
function
 
oddEvenSort
(
list
)
 
{

  
function
 
swap
(
 
list
,
 
i
,
 
j
 
){

    
var
 
temp
 
=
 
list
[
i
];

    
list
[
i
]
 
=
 
list
[
j
];

    
list
[
j
]
 
=
 
temp
;

  
}

  
var
 
sorted
 
=
 
false
;

  
while
(
!
sorted
)

  
{

    
sorted
 
=
 
true
;

    
for
(
var
 
i
 
=
 
1
;
 
i
 
<
 
list
.
length
-
1
;
 
i
 
+=
 
2
)

    
{

      
if
(
list
[
i
]
 
>
 
list
[
i
+
1
])

      
{

        
swap
(
list
,
 
i
,
 
i
+
1
);

        
sorted
 
=
 
false
;

      
}

    
}

    
for
(
var
 
i
 
=
 
0
;
 
i
 
<
 
list
.
length
-
1
;
 
i
 
+=
 
2
)

    
{

      
if
(
list
[
i
]
 
>
 
list
[
i
+
1
])

      
{

        
swap
(
list
,
 
i
,
 
i
+
1
);

        
sorted
 
=
 
false
;

      
}

    
}

  
}

}

```

Implementacija u programskom jezk C++:
```
template
 
<
class
 
T
>

void
 
OddEvenSort
 
(
T
 
a
[],
 
int
 
n
)

{

    
for
 
(
int
 
i
 
=
 
0
 
;
 
i
 
<
 
n
 
;
 
i
++
)

    
{

         
if
 
(
i
 
&
 
1
)
 
// 'i' је непар

         
{

             
for
 
(
int
 
j
 
=
 
2
 
;
 
j
 
<
 
n
 
;
 
j
 
+=
 
2
)

             
{
     

                  
if
 
(
a
[
j
]
 
<
 
a
[
j
-1
])

                      
swap
 
(
a
[
j
-1
],
 
a
[
j
])
 
;

             
}

          
}

          
else

          
{
  

              
for
 
(
int
 
j
 
=
 
1
 
;
 
j
 
<
 
n
 
;
 
j
 
+=
 
2
)

              
{

                   
if
 
(
a
[
j
]
 
<
 
a
[
j
-1
])

                       
swap
 
(
a
[
j
-1
],
 
a
[
j
])
 
;

              
}
 

          
}

    
}

}

```

Iplementacija u PHP:
```
function
 
oddEvenSorting
(
&
$a
)
 
{

	
$n
 
=
 
count
(
$a
);

	
$sorted
 
=
 
false
;

	
while
 
(
!
$sorted
)
 
{

		
$sorted
 
=
 
true
;

		
for
 
(
$i
 
=
 
1
;
 
$i
 
<
 
(
$n
 
-
 
1
);
 
$i
 
+=
 
2
)
 
{

			
if
 
(
$a
[
$i
]
 
>
 
$a
[
$i
 
+
 
1
])
 
{

				
list
(
$a
[
$i
],
 
$a
[
$i
 
+
 
1
])
 
=
 
array
(
$a
[
$i
 
+
 
1
],
 
$a
[
$i
]);

				
if
 
(
$sorted
)
 
$sorted
 
=
 
false
;

			
}

		
}

		
		
for
 
(
$i
 
=
 
0
;
 
$i
 
<
 
(
$n
 
-
 
1
);
 
$i
 
+=
 
2
)
 
{

			
if
 
(
$a
[
$i
]
 
>
 
$a
[
$i
 
+
 
1
])
 
{

				
list
(
$a
[
$i
],
 
$a
[
$i
 
+
 
1
])
 
=
 
array
(
$a
[
$i
 
+
 
1
],
 
$a
[
$i
]);

				
if
 
(
$sorted
)
 
$sorted
 
=
 
false
;

			
}

		
}

	
}

}

```

Implementacija u Pajtonu:
```
def
 
oddevenSort
(
x
):

	
sorted
 
=
 
False

	
while
 
not
 
sorted
:

		
sorted
 
=
 
True

		
for
 
i
 
in
 
range
(
0
,
 
len
(
x
)
-
1
,
 
2
):

			
if
 
x
[
i
]
 
>
 
x
[
i
+
1
]:

				
x
[
i
],
 
x
[
i
+
1
]
 
=
 
x
[
i
+
1
],
 
x
[
i
]

				
sorted
 
=
 
False

		
for
 
i
 
in
 
range
(
1
,
 
len
(
x
)
-
1
,
 
2
):

			
if
 
x
[
i
]
 
>
 
x
[
i
+
1
]:

				
x
[
i
],
 
x
[
i
+
1
]
 
=
 
x
[
i
+
1
],
 
x
[
i
]

				
sorted
 
=
 
False

	
return
 
x

```

Primer implementacije u Matlabu:
```
function
 
x
 
=
 
oddevenSort
(
x
)

sorted
 
=
 
false
;

n
 
=
 
length
(
x
);

while
 
~
sorted

    
sorted
 
=
 
true
;

    
for
 
ii
=
1
:
2
:
n
-
1

        
if
 
x
(
ii
)
 
>
 
x
(
ii
+
1
)

            

            
[
x
(
ii
),
 
x
(
ii
+
1
)]
 
=
 
deal
(
x
(
ii
+
1
),
 
x
(
ii
));

            
sorted
 
=
 
false
;

        
end

    
end

    
for
 
ii
=
2
:
2
:
n
-
1

        
if
 
x
(
ii
)
 
>
 
x
(
ii
+
1
)

            
[
x
(
ii
),
 
x
(
ii
+
1
)]
 
=
 
deal
(
x
(
ii
+
1
),
 
x
(
ii
));

            
sorted
 
=
 
false
;

        
end

    
end

end

```

## Literatura
- Allen Kent & Williams, James G. (1993). Encyclopedia of Computer Science and Technology: Supplement 14. CRC Press. стр. 33—38. ISBN 978-0-8247-2282-1.
- Sedgewick, Robert (2003). Algorithms in Java, Parts 1-4 (3rd изд.). Addison-Wesley Professional. стр. 454—464. ISBN 978-0-201-36120-9.
- Introductions to algorithms -Thomas H. Cormen,Charles E. Leiserson,Ronald L. Rivest,Clifford Stein, књигу можете погледати овде Архивирано на веб-сајту  (18. октобар 2016)
- Algoritmi i strukture podataka - Milo Tomašević
- Uvod u programiranje - Milan Škarić